# Bom Repouso
Bom Repouso este un oraș în unitatea federativă Minas Gerais (MG), Brazilia.